# Campeonato Gaúcho de Futsal de 2013
O Campeonato Gaúcho de Futsal de 2013 foi a 47ª edição do Campeonato Gaúcho de Futsal, dividida novamente entre Série Ouro, equivalente à primeira divisão; e Série Prata, equivalente à segunda divisão.

## Série Ouro

### Final
A Série Ouro foi decidida entre as equipes do Clube Esportivo e Recreativo Atlântico, de Erechim, e a Associação Carlos Barbosa de Futsal, de Carlos Barbosa. A ACBF jogava pelo empate na prorrogação pois possuía a melhor campanha.
| 14/12/2012 | Atlântico | 4 - 3 | ACBF |  |
| 19:00      |           |       |      |  |

| 21/12/2012 | ACBF | 3 - 1 (1 - 0) | Atlântico |  |
| 19:00      |      |               |           |  |

### Campeão
| Série Ouro 2013                     |
| Rio Grande do Sul                   |
| ----------------------------------- |
| Carlos Barbosa Campeão (10º título) |

## Série Prata
O Grêmio Esportivo América, de Tapera, sagrou-se campeão ao derrotar na final a Associação Teutoniense de Futsal, de Teutônia, sendo que ambas as equipes foram promovidas à Série Ouro 2013.